# Mircea Druc
Mircea George Druc (ur. 25 lipca 1941 w Pociumbăuți w rejonie Rîșcani) – mołdawski polityk, ekonomista i filolog, w latach 1990–1991 premier Mołdawii.

## Życiorys
Absolwent wydziału historii i filologii Państwowego Uniwersytetu Mołdawskiego (1960) oraz wydziału filologii Leningradzkiego Uniwersytetu Państwowego (1964). Doktoryzował się z ekonomii w 1970 na Akademii Nauk ZSRR. Kształcił się także w zakresie psychologii na Moskiewskim Uniwersytecie Państwowym.
W latach 1964–1967 zatrudniony w radzieckim ministerstwie lotnictwa cywilnego. Po uzyskaniu doktoratu w pierwszej połowie lat 70. wykładał w Instytucie Politechnicznym w Kiszyniowie na stanowisku profesorskim, następnie przez dwa lata pracował na Moskiewskim Uniwersytecie Państwowym. Później był kierownikiem badań w jednym z moskiewskich instytutów naukowych, badaczem w kijowskim instytucie automatyki, kierownikiem sekcji w fabryce mebli w Czerniowcach, a od 1985 wykładowcą na uczelniach w tej miejscowości.
W okresie przemian politycznych związany z Frontem Ludowym Mołdawii. W 1990 wybrany do Rady Najwyższej Mołdawskiej SRR. W wyborach tych przedstawiciele frontu i umiarkowani komuniści zyskali większość w mołdawskim parlamencie. 26 maja 1990 Mircea Druc objął nowo utworzone stanowisko premiera Mołdawskiej SRR, wchodzącej wciąż w skład ZSRR. Urząd ten sprawował do 28 maja 1991, pięć dni wcześniej zmieniono nazwę państwa na Republikę Mołdawii.
W 1992 kandydował jako niezależny w wyborach prezydenckich w Rumunii. Z wynikiem 2,75% zajął ostatnie miejsce wśród sześciu kandydatów. Od 1992 do 1993 był przewodniczącym partii chadeckiej powstałej na bazie Frontu Ludowego Mołdawii.
Przeniósł się następnie do Rumunii, gdzie stanął na czele niewielkiego ugrupowania politycznego. Do 2001 współpracował z różnymi instytucjami w Bukareszcie i Kiszyniowie. Następnie do 2004 był urzędnikiem w rumuńskim resorcie spraw zagranicznych, był wówczas radcą handlowym w rumuńskich placówkach w Brazylii. Później został doradcą w Rumuńskiej Izbie Przemysłowo-Handlowej. Angażował się w dalszym ciągu w działalność polityczną. W 2004 wstąpił do Partii Wielkiej Rumunii, a w 2008 kandydował do parlamentu z ramienia Partii Demokratyczno-Liberalnej.
Żonaty z Marianą Druc, ma dwie córki. Odznaczony m.in. Orderem Republiki (2010) oraz Orderem Gwiazdy Rumunii II klasy (2014).